# Conseil des arts du Canada
 (novembre 2023).
Si vous disposez d'ouvrages ou d'articles de référence ou si vous connaissez des sites web de qualité traitant du thème abordé ici, merci de compléter l'article en donnant les références utiles à sa vérifiabilité et en les liant à la section « Notes et références ».
Le Conseil des arts du Canada (Canada Council for the Arts, en anglais), communément appelé le Conseil des arts, est une société d’État créée en 1957 en tant que conseil des arts du gouvernement du Canada. Il s’agit de l’organisme public de soutien aux arts du Canada, et son mandat est de favoriser et de promouvoir l’étude et la diffusion des arts, ainsi que la production d’œuvres d’art.
Les subventions, services, initiatives, prix et paiements offerts par le Conseil contribuent au dynamisme d’une scène artistique et littéraire créative et diversifiée, et contribuent à son rayonnement ici et dans le monde. Ses investissements favorisent ainsi un engagement sans cesse accru des Canadiennes et des Canadiens et du public international.
Le Conseil des arts administre par ailleurs la Banque d’art, qui offre des programmes de location d’œuvres ainsi qu’une programmation d’expositions et d’activités de rayonnement. La Banque d’art du Conseil des arts du Canada détient la plus vaste collection d’art contemporain canadien au monde. Le Conseil des arts est également responsable du secrétariat de la Commission canadienne pour l’UNESCO et de la Commission du droit de prêt public.

## Organisation
Le Conseil des arts du Canada est une organisation indépendante basée à Ottawa, en Ontario, qui rend compte au Parlement par l'intermédiaire du ministre du Patrimoine canadien. Aux crédits parlementaires que reçoit le Conseil annuellement s'ajoutent les revenus d'une caisse de dotation, des dons et des legs. Sa principale mission est d'attribuer des subventions et des prix aux artistes du Canada sur la base du mérite des candidatures reçues. Le Conseil des arts du Canada finance et gère également plusieurs des prix artistiques les plus prestigieux du Canada, notamment les Prix littéraires du Gouverneur général et les Prix du Gouverneur général en arts visuels et en arts médiatiques.

## Activités
Le Conseil des arts supervise la Banque d'art, qui possède la collection d'art canadien contemporain la plus vaste du monde, comprenant quelque 18 000 œuvres, dont 6 400 sont actuellement louées à plus de 200 clients institutionnels et corporatifs.
La Commission canadienne pour l'UNESCO et la Commission du droit de prêt public agissent sous son égide. Le Conseil gère de plus une banque d'instruments de musique. Établie en 1985, celle-ci a acquis plusieurs instruments à cordes de valeur qui sont majoritairement prêtés à des musiciens canadiens, souvent en récompense d'une compétition devant jury.
Le conseil promeut l'intérêt du public pour les arts grâce à ses communications, sa recherche et ses activités de promotion des arts. Il administre le programme Killam de récompenses universitaires, le prix littéraire du Gouverneur général et le prix du Gouverneur général en arts visuels et médiatiques.
Chaque année, le conseil reçoit quelque 16 000 demandes de bourses, qui sont passées en revue par des comités d'artistes mis en place par chaque division du conseil. En 2006-2007, le conseil a décerné quelque 6 000 bourses à des artistes et organisations artistiques et a versé des paiements à plus de 15 400 auteurs par l'intermédiaire de la Commission du droit de prêt public. Les bourses et paiements s'élevaient à un total de plus de 152 millions de dollars.

## Financement
Le conseil est éventuellement appelé à comparaître en comité parlementaire, en particulier le Comité Permanent de la Chambre des Communes sur le Patrimoine Canadien. Ses comptes-rendus sont audités par le vérificateur général du Canada et inclus dans un rapport annuel au parlement.

## Enjeux financiers
Alors que 71 % des demandes de subventions soumises au Conseil des arts du Canada étaient acceptées en 2021, ce chiffre passe à 31 % en 2022, puis à 5.5 % en 2023. Ainsi, 17 demandes sur 18 sont refusées en 2023. Le Conseil des arts du Canada explique cela par un plus grand nombre d'artistes demandant des subventions alors que l'organisme public est revenu à son budget régulier. En effet, le nombre de demandes au programme Explorer et créer a triplé entre 2017 et 2023. Dès 2024, le Conseil des arts du Canada doit diminuer son budget de près de 21 millions de dollars au cours des trois prochaines années.

## Liste des présidents du Conseil des arts du Canada
- Brooke Claxton 1957–1960
- Claude Bissell 1960–1962
- Douglas B. Weldon 1962–1964
- Jean Martineau 1964–1969
- John G. Prentice 1969–1974
- Brian Flemming (interim) 1974–1975
- Gertrude M. Laing 1975–1978
- Mavor Moore 1979–1983
- Maureen Forrester 1983–1988
- Allan Gotlieb 1989–1994
- Donna Scott 1994–1998
- Jean-Louis Roux 1998–2004
- Karen Kain 2004–2008
- Joseph L. Rotman 2008–2015
- Pierre Lassonde 2015–2020
- Jesse Wente (en), 2020–2025